# Berner Sport Club Young Boys 2012-2013
Questa voce raccoglie le informazioni riguardanti il Berner Sport Club Young Boys nelle competizioni ufficiali della stagione 2012-2013.

## Stagione
Nella stagione 2012-2013 lo Young Boys, allenato da Martín Rueda e Bernard Challandes, concluse il campionato di Super League al 7º posto. In Coppa Svizzera lo Young Boys fu eliminato agli ottavi di finale dal Wil. In Europa League lo Young Boys fu eliminato nella fase a gironi.

## Rosa
| N. |                       | Ruolo | Calciatore          |
| -- | --------------------- | ----- | ------------------- |
| 1  | Svizzera (bandiera)   | P     | Marco Wölfli        |
| 2  | Venezuela (bandiera)  | D     | Alexander González  |
| 4  | Svizzera (bandiera)   | D     | Alain Nef           |
| 7  | Ghana (bandiera)      | A     | Samuel Afum         |
| 8  | Svezia (bandiera)     | C     | Alexander Farnerud  |
| 9  | Svezia (bandiera)     | A     | Alexander Gerndt    |
| 10 | Svizzera (bandiera)   | C     | Moreno Costanzo     |
| 13 | Montenegro (bandiera) | D     | Elsad Zverotić      |
| 14 | Svizzera (bandiera)   | C     | Christian Schneuwly |
| 15 | Canada (bandiera)     | C     | Josh Simpson        |
| 16 | Svizzera (bandiera)   | C     | Mario Raimondi      |
| 17 | Svizzera (bandiera)   | C     | Christoph Spycher   |
| 18 | Svizzera (bandiera)   | P     | Yvon Mvogo          |
| 19 | Argentina (bandiera)  | A     | Gonzalo Zárate      |

| N. |                               | Ruolo | Calciatore        |
| -- | ----------------------------- | ----- | ----------------- |
| 20 | Svizzera (bandiera)           | A     | Michael Frey      |
| 22 | Serbia (bandiera)             | D     | Dušan Veškovac    |
| 23 | Svizzera (bandiera)           | D     | Scott Sutter      |
| 25 | Venezuela (bandiera)          | A     | Josef Martínez    |
| 27 | Svizzera (bandiera)           | P     | Ivan Benito       |
| 28 | Svizzera (bandiera)           | D     | Marco Bürki       |
| 29 | Svizzera (bandiera)           | C     | Raphaël Nuzzolo   |
| 30 | Costa d'Avorio (bandiera)     | C     | Kouadio Doubai    |
| 31 | Svizzera (bandiera)           | A     | Haris Tabaković   |
| 32 | Svizzera (bandiera)           | C     | Leonardo Bertone  |
| 33 | Svizzera (bandiera)           | D     | Gregory Wüthrich  |
| 34 | Svizzera (bandiera)           | C     | Hélios Sessolo    |
| 35 | Svizzera (bandiera)           | D     | François Affolter |
| 35 | Macedonia del Nord (bandiera) | D     | Ezgjan Alioski    |

## Organigramma societario
Area tecnica
- Allenatore: Bernard Challandes
- Allenatore in seconda: Thomas Häberli, Joël Magnin
- Preparatore dei portieri: Paolo Collaviti
- Preparatori atletici:

## Calciomercato

### Sessione estiva
| Acquisti | Acquisti            | Acquisti   | Acquisti |
| R.       | Nome                | da         | Modalità |
| -------- | ------------------- | ---------- | -------- |
| A        | Gonzalo Zárate      | Salisburgo |          |
| D        | Ammar Jemal         | Colonia    |          |
| C        | Christian Schneuwly | Thun       |          |
| D        | Scott Sutter        | Zurigo     |          |

| Cessioni | Cessioni            | Cessioni     | Cessioni |
| R.       | Nome                | a            | Modalità |
| -------- | ------------------- | ------------ | -------- |
| C        | Michael Silberbauer | Odense       |          |
| C        | Freddy Mveng        | Wohlen       |          |
| A        | Emmanuel Mayuka     | Southampton  |          |
| D        | Ammar Jemal         | Ajaccio      |          |
| A        | Nassim Ben Khalifa  | Grasshoppers |          |
| C        | David Degen         | Basilea      |          |

### Sessione invernale
| Acquisti | Acquisti          | Acquisti     | Acquisti |
| R.       | Nome              | da           | Modalità |
| -------- | ----------------- | ------------ | -------- |
| A        | Alexander Gerndt  | Utrecht      |          |
| D        | François Affolter | Werder Brema |          |
| A        | Samuel Afum       | Smouha       |          |

| Cessioni | Cessioni          | Cessioni      | Cessioni |
| R.       | Nome              | a             | Modalità |
| -------- | ----------------- | ------------- | -------- |
| D        | Jan Lecjaks       | Vålerenga     |          |
| D        | Juhani Ojala      | Terek Groznyj |          |
| A        | Matias Vitkieviez | Servette      |          |
| A        | Raúl Bobadilla    | Basilea       |          |

## Risultati

### Super League

#### Prima fase, girone di andata
| Arbitro: | Studer |

|              |           |            |
| Abegglen 56’ | Marcatori | 21’ Mayuka |

| Arbitro: | Carrell |

|  |           |             |
|  | Marcatori | 84’ Salatic |

| Arbitro: | Gremaud |

|                                             |           |  |
| Schneuwly 31’ Spycher 32’ (rig.) Mayuka 55’ | Marcatori |  |

| Arbitro: | Wermelinger |

|                      |           |              |
| Karanović 40’ (rig.) | Marcatori | 25’ Farnerud |

| Arbitro: | Jaccottet |

|                                             |           |           |
| Bobadilla 28’, 35’ Farnerud 54’ Nuzzolo 69’ | Marcatori | 44’ Drmić |

| Arbitro: | Kever |

|                |           |  |
| Crettenand 24’ | Marcatori |  |

| Berna 26 agosto 2012, ore 16:00 CEST 7ª giornata | Young Boys | 0 – 0 referto | Losanna | Stade de Suisse (17 132 spett.)\| Arbitro: \| Carrell \| |
| Arbitro:                                         | Carrell    |               |         |                                                          |

| Arbitro: | Klossner |

|            |           |                           |
| Puljić 86’ | Marcatori | 19’ Farnerud 62’ González |

| Arbitro: | Studer |

|            |           |              |
| Zárate 50’ | Marcatori | 74’ Streller |

#### Prima fase, girone di ritorno
| Arbitro: | Carrell |

|                           |           |             |
| Ngamukol 72’ Salamand 87’ | Marcatori | 68’ Nuzzolo |

| Arbitro: | Amhof |

|                                                                 |           |                      |
| Nuzzolo 3’ Frey 26’ Bobadilla 38’, 55’ Costanzo 70’ Lecjaks 82’ | Marcatori | 72’ Pont 90’ Kouassi |

| Arbitro: | Jaccottet |

|                  |           |                     |
| Schönbächler 30’ | Marcatori | 74’ (rig.) Costanzo |

| Arbitro: | Carrell |

|                             |           |                            |
| Hajrović 17’, 30’ Zuber 45’ | Marcatori | 50’ Martínez 90’ Bobadilla |

| Arbitro: | Klossner |

|                         |           |                   |
| Farnerud 21’ Zárate 45’ | Marcatori | 16’ (aut.) Sutter |

| Arbitro: | Hänni |

|                            |           |  |
| Yapi Yapo 27’ Streller 39’ | Marcatori |  |

| Berna 18 novembre 2012, ore 13:45 CET 16ª giornata | Young Boys | 0 – 0 referto | San Gallo | Stade de Suisse (19 904 spett.)\| Arbitro: \| Jaccottet \| |
| Arbitro:                                           | Jaccottet  |               |           |                                                            |

| Arbitro: | Kever |

|                       |           |          |
| Gabri 17’ Malonga 72’ | Marcatori | 83’ Frey |

| Arbitro: | Hänni |

|                                 |           |              |
| Nef 45’ Nuzzolo 78’ (rig.), 90’ | Marcatori | 29’ Dingsdag |

#### Seconda fase, girone di andata
| Arbitro: | Hänni |

|                               |           |                              |
| Costanzo 28’, 38’ Nuzzolo 90’ | Marcatori | 50’ (rig.) Mouangue 72’ Wiss |

| Arbitro: | Klossner |

|                   |           |  |
| Ngamukol 26’, 79’ | Marcatori |  |

| Arbitro: | Pache |

|                                                   |           |  |
| Drmić 17’ Chermiti 48’ Gavranović 67’ Jahović 79’ | Marcatori |  |

| Arbitro: | Jaccottet |

|                      |           |  |
| Frey 55’ Nuzzolo 78’ | Marcatori |  |

| Arbitro: | Kever |

|                                 |           |  |
| Frei 37’ Streller 62’ Schär 85’ | Marcatori |  |

| Berna 17 marzo 2013, ore 13:45 CET 24ª giornata | Young Boys | 0 – 0 referto | Sion | Stade de Suisse (15 173 spett.)\| Arbitro: \| Amhof \| |
| Arbitro:                                        | Amhof      |               |      |                                                        |

| Losanna 1º aprile 2013, ore 13:45 CEST 25ª giornata | Losanna | 0 – 0 referto | Young Boys | Stade Olympique de la Pontaise (5 300 spett.)\| Arbitro: \| San \| |
| Arbitro:                                            | San     |               |            |                                                                    |

| Arbitro: | Pache |

|  |           |                              |
|  | Marcatori | 66’ Vitkieviez 70’ Karanović |

| Arbitro: | Klossner |

|             |           |                    |
| Nuzzolo 15’ | Marcatori | 27’, 71’ Schneuwly |

#### Seconda fase, girone di ritorno
| Sion 21 aprile 2013, ore 16:00 CEST 28ª giornata | Sion      | 0 – 0 referto | Young Boys | Stade Tourbillon (9 100 spett.)\| Arbitro: \| Jaccottet \| |
| Arbitro:                                         | Jaccottet |               |            |                                                            |

| Arbitro: | Hänni |

|                                           |           |          |
| Costanzo 33’ (rig.) Zverotić 67’ Afum 74’ | Marcatori | 90’ Roux |

| Arbitro: | Graf |

|                                    |           |                     |
| Scarione 50’, 75’ (rig.) Nushi 81’ | Marcatori | 34’ (rig.) Costanzo |

| Arbitro: | Pache |

|                                              |           |  |
| Afum 33’ Farnerud 62’ Nuzzolo 70’ Gerndt 90’ | Marcatori |  |

| Arbitro: | Jaccottet |

|                                       |           |            |
| Hochstrasser 8’ Gygax 52’ Andrist 58’ | Marcatori | 34’ Gerndt |

| Arbitro: | Graf |

|  |           |         |
|  | Marcatori | 6’ Afum |

| Arbitro: | Erlachner |

|                      |           |                                                        |
| Afum 6’ Farnerud 64’ | Marcatori | 19’ Drmić 33’ Chermiti 52’ (rig.) Gajić 56’ Gavranović |

| Arbitro: | Klossner |

|  |           |                 |
|  | Marcatori | 55’ (rig.) Frei |

| Arbitro: | Kever |

|                       |           |                   |
| Steffen 54’ Matić 90’ | Marcatori | 28’ Afum 61’ Frey |

### Coppa Svizzera
| 15 settembre 2012, ore 16:00 CEST Primo turno | Wettswil-Bonstetten | 1 – 5 | Young Boys |  |

| 11 novembre 2012, ore 14:30 CET Secondo turno | Muttenz | 1 – 5 | Young Boys |  |

| 9 dicembre 2012, ore 14:30 CET Ottavi di finale | Wil | 4 – 3 | Young Boys |  |

### Europa League

#### Fase di qualificazione
| Arbitro: | Zelinka |

|          |           |  |
| Frey 53’ | Marcatori |  |

| Arbitro: | Blom |

|                     |                      |                             |
| Barakhoev 42’       | Marcatori            |                             |
| Derkach Molla Catan | Tiri di rigore 1 – 4 | Spycher Mayuka Nef Costanzo |

| Arbitro: | Vitienes |

|               |           |  |
| Andersson 18’ | Marcatori |  |

| Arbitro: | Özkahya |

|                                      |           |  |
| Mayuka 7’ Raimondi 69’ Bobadilla 82’ | Marcatori |  |

| Arbitro: | Layushkin |

|  |           |                                         |
|  | Marcatori | 42’ Bobadilla 81’ Farnerud 90’ Costanzo |

| Arbitro: | Tudor |

|  |           |                                   |
|  | Marcatori | 75’ (rig.) Igboun 89’ Bak Nielsen |

#### Fase a gironi
| Arbitro: | Koukoulakīs |

|                                  |           |                                                        |
| Nuzzolo 38’ Ojala 53’ Zárate 63’ | Marcatori | 4’ (aut.) Ojala 40’ Wisdom 67’ Coates 76’, 88’ Shelvey |

| Arbitro: | Zwayer |

|                       |           |  |
| Eto'o 62’ (rig.), 90’ | Marcatori |  |

| Arbitro: | Turpin |

|                               |           |          |
| Bobadilla 4’, 71’, 81’ (rig.) | Marcatori | 74’ Coda |

| Arbitro: | Tohver |

|                            |           |                                        |
| Di Natale 47’ Fabbrini 83’ | Marcatori | 27’ Bobadilla 65’ Farnerud 73’ Nuzzolo |

| Arbitro: | Yefet |

|                      |           |                            |
| Shelvey 33’ Cole 72’ | Marcatori | 52’ Bobadilla 88’ Zverotić |

| Arbitro: | Jug |

|                                      |           |             |
| Zárate 37’ Costanzo 52’ González 90’ | Marcatori | 45’ Ahmedov |

## Statistiche

### Statistiche di squadra
| Competizione   | Punti | In casa | In casa | In casa | In casa | In casa | In casa | In trasferta | In trasferta | In trasferta | In trasferta | In trasferta | In trasferta | Totale | Totale | Totale | Totale | Totale | Totale | DR |
| Competizione   | Punti | G       | V       | N       | P       | Gf      | Gs      | G            | V            | N            | P            | Gf           | Gs           | G      | V      | N      | P      | Gf     | Gs     | DR |
| -------------- | ----- | ------- | ------- | ------- | ------- | ------- | ------- | ------------ | ------------ | ------------ | ------------ | ------------ | ------------ | ------ | ------ | ------ | ------ | ------ | ------ | -- |
| Super League   | 43    | 18      | 9       | 4       | 5       | 34      | 19      | 18           | 2            | 6            | 10           | 14           | 31           | 36     | 11     | 10     | 15     | 48     | 50     | -2 |
| Coppa Svizzera | -     | 0       | 0       | 0       | 0       | 0       | 0       | 3            | 2            | 0            | 1            | 13           | 6            | 3      | 2      | 0      | 1      | 13     | 6      | +7 |
| Europa League  | -     | 6       | 4       | 0       | 2       | 13      | 9       | 6            | 2            | 2            | 2            | 8            | 8            | 12     | 6      | 2      | 4      | 21     | 17     | +4 |
| Totale         | 43    | 24      | 13      | 4       | 7       | 47      | 28      | 27           | 6            | 8            | 13           | 35           | 45           | 51     | 19     | 12     | 20     | 82     | 73     | +9 |

### Andamento in campionato
| Giornata  | 1 | 2 | 3 | 4 | 5 | 6 | 7 | 8 | 9 | 10 | 11 | 12 | 13 | 14 | 15 | 16 | 17 | 18 | 19 | 20 | 21 | 22 | 23 | 24 | 25 | 26 | 27 | 28 | 29 | 30 | 31 | 32 | 33 | 34 | 35 | 36 |
| --------- | - | - | - | - | - | - | - | - | - | -- | -- | -- | -- | -- | -- | -- | -- | -- | -- | -- | -- | -- | -- | -- | -- | -- | -- | -- | -- | -- | -- | -- | -- | -- | -- | -- |
| Luogo     | T | C | C | T | C | T | C | T | C | T  | C  | T  | T  | C  | T  | C  | T  | C  | C  | T  | T  | C  | T  | C  | T  | C  | C  | T  | C  | T  | C  | T  | T  | C  | C  | T  |
| Risultato | N | P | V | N | V | P | N | V | N | P  | V  | N  | P  | V  | P  | N  | P  | V  | V  | P  | P  | V  | P  | N  | N  | P  | P  | N  | V  | P  | V  | P  | V  | P  | P  | N  |
| Posizione | 3 | 7 | 5 | 5 | 4 | 5 | 5 | 5 | 5 | 5  | 5  | 5  | 5  | 5  | 5  | 5  | 5  | 5  | 5  | 5  | 5  | 5  | 6  | 6  | 6  | 6  | 7  | 7  | 7  | 7  | 6  | 7  | 7  | 7  | 7  | 7  |

Legenda:

Luogo: C = Casa; T = Trasferta. Risultato: V = Vittoria; N = Pareggio; P = Sconfitta.

### Statistiche dei giocatori
| Giocatore      | Super League | Super League | Super League | Super League | Coppa Svizzera | Coppa Svizzera | Coppa Svizzera | Coppa Svizzera | Europa League | Europa League | Europa League | Europa League | Totale   | Totale | Totale      | Totale     |
| Giocatore      | Presenze     | Reti         | Ammonizioni  | Espulsioni   | Presenze       | Reti           | Ammonizioni    | Espulsioni     | Presenze      | Reti          | Ammonizioni   | Espulsioni    | Presenze | Reti   | Ammonizioni | Espulsioni |
| -------------- | ------------ | ------------ | ------------ | ------------ | -------------- | -------------- | -------------- | -------------- | ------------- | ------------- | ------------- | ------------- | -------- | ------ | ----------- | ---------- |
| F. Affolter    | 4            | 0            | 1            | 0            | 0              | 0              | 0              | 0              | 0             | 0             | 0             | 0             | 4        | 0      | 1           | 0          |
| S. Afum        | 16           | 5            | 2            | 0            | 0              | 0              | 0              | 0              | 0             | 0             | 0             | 0             | 16       | 5      | 2           | 0          |
| E. Alioski     | 0            | 0            | 0            | 0            | 0              | 0              | 0              | 0              | 0             | 0             | 0             | 0             | 0        | 0      | 0           | 0          |
| I. Benito      | 0            | 0            | 0            | 0            | 0              | 0              | 0              | 0              | 0             | 0             | 1             | 0             | 0        | 0      | 1           | 0          |
| L. Bertone     | 3            | 0            | 0            | 0            | 0              | 0              | 0              | 0              | 0             | 0             | 0             | 0             | 3        | 0      | 0           | 0          |
| R. Bobadilla   | 11           | 5            | 5            | 1            | 1              | 1              | 0              | 0              | 10            | 7             | 1             | 0             | 22       | 13     | 6           | 1          |
| M. Bürki       | 16           | 0            | 3            | 1            | 0              | 0              | 0              | 0              | 0             | 0             | 0             | 0             | 16       | 0      | 3           | 1          |
| M. Costanzo    | 24           | 6            | 4            | 0            | 0              | 0              | 0              | 0              | 8             | 2             | 2             | 0             | 32       | 8      | 6           | 0          |
| K. Doubai      | 12           | 0            | 4            | 0            | 0              | 0              | 0              | 0              | 2             | 0             | 0             | 0             | 14       | 0      | 4           | 0          |
| A. Farnerud    | 34           | 6            | 2            | 0            | 0              | 0              | 0              | 0              | 11            | 2             | 2             | 0             | 45       | 8      | 4           | 0          |
| M. Frey        | 31           | 4            | 3            | 0            | 0              | 0              | 0              | 0              | 10            | 1             | 1             | 0             | 41       | 5      | 4           | 0          |
| A. Gerndt      | 16           | 2            | 1            | 0            | 0              | 0              | 0              | 0              | 0             | 0             | 0             | 0             | 16       | 2      | 1           | 0          |
| A. González    | 21           | 1            | 2            | 0            | 0              | 0              | 0              | 0              | 9             | 1             | 1             | 0             | 30       | 2      | 3           | 0          |
| J. Lecjaks     | 7            | 1            | 2            | 0            | 0              | 0              | 0              | 0              | 4             | 0             | 0             | 0             | 11       | 1      | 2           | 0          |
| J. Martínez    | 8            | 1            | 0            | 0            | 0              | 0              | 0              | 0              | 0             | 0             | 0             | 0             | 8        | 1      | 0           | 0          |
| E. Mayuka      | 7            | 2            | 0            | 0            | 0              | 0              | 0              | 0              | 0             | 0             | 0             | 0             | 7        | 2      | 0           | 0          |
| Y. Mvogo       | 0            | 0            | 0            | 0            | 0              | 0              | 0              | 0              | 0             | 0             | 0             | 0             | 0        | 0      | 0           | 0          |
| A. Nef         | 34           | 1            | 5            | 1            | 0              | 0              | 0              | 0              | 11            | 0             | 2             | 1             | 45       | 1      | 7           | 2          |
| R. Nuzzolo     | 30           | 9            | 7            | 1            | 0              | 0              | 0              | 0              | 11            | 2             | 2             | 0             | 41       | 11     | 9           | 1          |
| J. Ojala       | 12           | 0            | 3            | 1            | 0              | 0              | 0              | 0              | 10            | 1             | 0             | 0             | 22       | 1      | 3           | 1          |
| M. Raimondi    | 28           | 0            | 0            | 1            | 0              | 0              | 0              | 0              | 9             | 1             | 4             | 0             | 37       | 1      | 4           | 1          |
| C. Schneuwly   | 27           | 1            | 4            | 0            | 0              | 0              | 0              | 0              | 11            | 0             | 1             | 0             | 38       | 1      | 5           | 0          |
| H. Sessolo     | 1            | 0            | 0            | 0            | 0              | 0              | 0              | 0              | 0             | 0             | 0             | 0             | 1        | 0      | 0           | 0          |
| M. Silberbauer | 3            | 0            | 2            | 0            | 0              | 0              | 0              | 0              | 0             | 0             | 0             | 0             | 3        | 0      | 2           | 0          |
| J. Simpson     | 0            | 0            | 0            | 0            | 0              | 0              | 0              | 0              | 0             | 0             | 0             | 0             | 0        | 0      | 0           | 0          |
| C. Spycher     | 14           | 1            | 4            | 1            | 0              | 0              | 0              | 0              | 7             | 0             | 2             | 0             | 21       | 1      | 6           | 1          |
| S. Sutter      | 25           | 0            | 1            | 0            | 0              | 0              | 0              | 0              | 10            | 0             | 0             | 0             | 35       | 0      | 1           | 0          |
| H. Tabaković   | 7            | 0            | 1            | 0            | 0              | 0              | 0              | 0              | 0             | 0             | 0             | 0             | 7        | 0      | 1           | 0          |
| D. Veškovac    | 19           | 0            | 7            | 0            | 0              | 0              | 0              | 0              | 6             | 0             | 3             | 0             | 25       | 0      | 10          | 0          |
| M. Vitkieviez  | 13           | 0            | 2            | 0            | 0              | 0              | 0              | 0              | 5             | 0             | 0             | 0             | 18       | 0      | 2           | 0          |
| M. Wölfli      | 36           | 0            | 2            | 0            | 0              | 0              | 0              | 0              | 12            | 0             | 1             | 0             | 48       | 0      | 3           | 0          |
| G. Wüthrich    | 0            | 0            | 0            | 0            | 0              | 0              | 0              | 0              | 0             | 0             | 0             | 0             | 0        | 0      | 0           | 0          |
| E. Zverotić    | 28           | 1            | 4            | 0            | 0              | 0              | 0              | 0              | 7             | 1             | 1             | 0             | 35       | 2      | 5           | 0          |
| G. Zárate      | 16           | 2            | 3            | 0            | 0              | 0              | 0              | 0              | 6             | 2             | 0             | 0             | 22       | 4      | 3           | 0          |